# Liste der Monuments historiques in Santes
Die Liste der Monuments historiques in Santes führt die Monuments historiques in der französischen Gemeinde Santes auf.

## Liste der Bauwerke
| Bezeichnung      | Beschreibung                  | Standort | Kennzeichnung | Schutzstatus | Datum | Bild |
| ---------------- | ----------------------------- | -------- | ------------- | ------------ | ----- | ---- |
| Kirche St-Pierre | Erbaut ab dem 15. Jahrhundert | (Lage)   | PA00107806    | Inscrit      | 1984  |      |

## Liste der Objekte
- Monuments historiques (Objekte) in Santes in der Base Palissy des französischen Kultusministeriums